# Бекаплермін
Бекаплермін (торгова марка Regranex) - рекомбінантний людський фактор росту тромбоцитів (rhPDGF-BB) для місцевого застосування. Бекаплермін продукується за допомогою технології рекомбінантної ДНК шляхом вставки гена B ланцюга фактора росту тромбоцитів (PDGF) в дріжджі Saccharomyces cerevisiae.  Бекаплермін має молекулярну масу приблизно 25 кД і являє собою гомодимер, що складається з двох ідентичних поліпептидних ланцюгів, які пов'язані між собою дисульфідними зв'язками. 

## Медичне використання
Гель Regranex призначений для лікування діабетичних нейропатичних виразок нижніх кінцівок, які поширюються в підшкірну клітковину або за її межі і мають достатнє кровопостачання. Використовується як доповнення, але не заміна, до класичного лікування виразки.

## Фармакодинаміка
Має біологічну активність, подібну до такої ендогенного тромбоцитарного фактора росту, який включає сприяння хемотаксичному рекрутингу і проліферації клітин, що беруть участь у відновленні рани і поліпшення утворення грануляційної тканини. 
Аналіз загоєння людських ран показав, що PDGF-BB збільшує загоюваність у пацієнтів, у яких вона знижена, наприклад, у людей, які живуть з діабетом.

## Механізм дії
Зв'язується з бета-рецептором тромбоцитарного фактора росту (PDGF), тирозинкіназним рецептором. Відомо, що PDGF існує як димер і активує свій сигнальний шлях за допомогою індукованої лігандом димеризації і аутофосфорилювання рецепторів. Рецептори PDGF також містять багато сайтів автофосфорилювання, які слугують для опосередкування зв'язування сайтів SH2 і в подальшому активиють відповідні сигнальні шляхи. Існує п'ять різних ізоформ PDGF, які активуються через два різних рецептора (альфа і бета).

## Побічні ефекти
Найбільш поширеними побічними ефектами в клінічних дослідженнях були еритематозні висипання.
При використанні трьох і більше туб крему Регарнекс зростає швидкість розвитку раку.